# ロバート・Z・レナード
ロバート・Z・レナード（Robert Zigler Leonard、1889年10月7日 - 1968年8月27日）は、アメリカ合衆国で活動した映画監督・プロデューサーである。

## 人物・来歴
1908年に俳優として映画界入りする。俳優業の傍ら1913年より監督業をスタートしている。1918年にジーグフェルド・フォリーズ出身で人気女優となっていたメイ・マレーと結婚。1925年の離婚に至るまで主演女優と監督としてもコンビを組んだ。
1920年代中盤から50年代に至るまで長期にわたってメトロ・ゴールドウィン・メイヤー（MGM）で活躍し、多くのスター女優の主演作品を手がけている。

## 主な監督作品

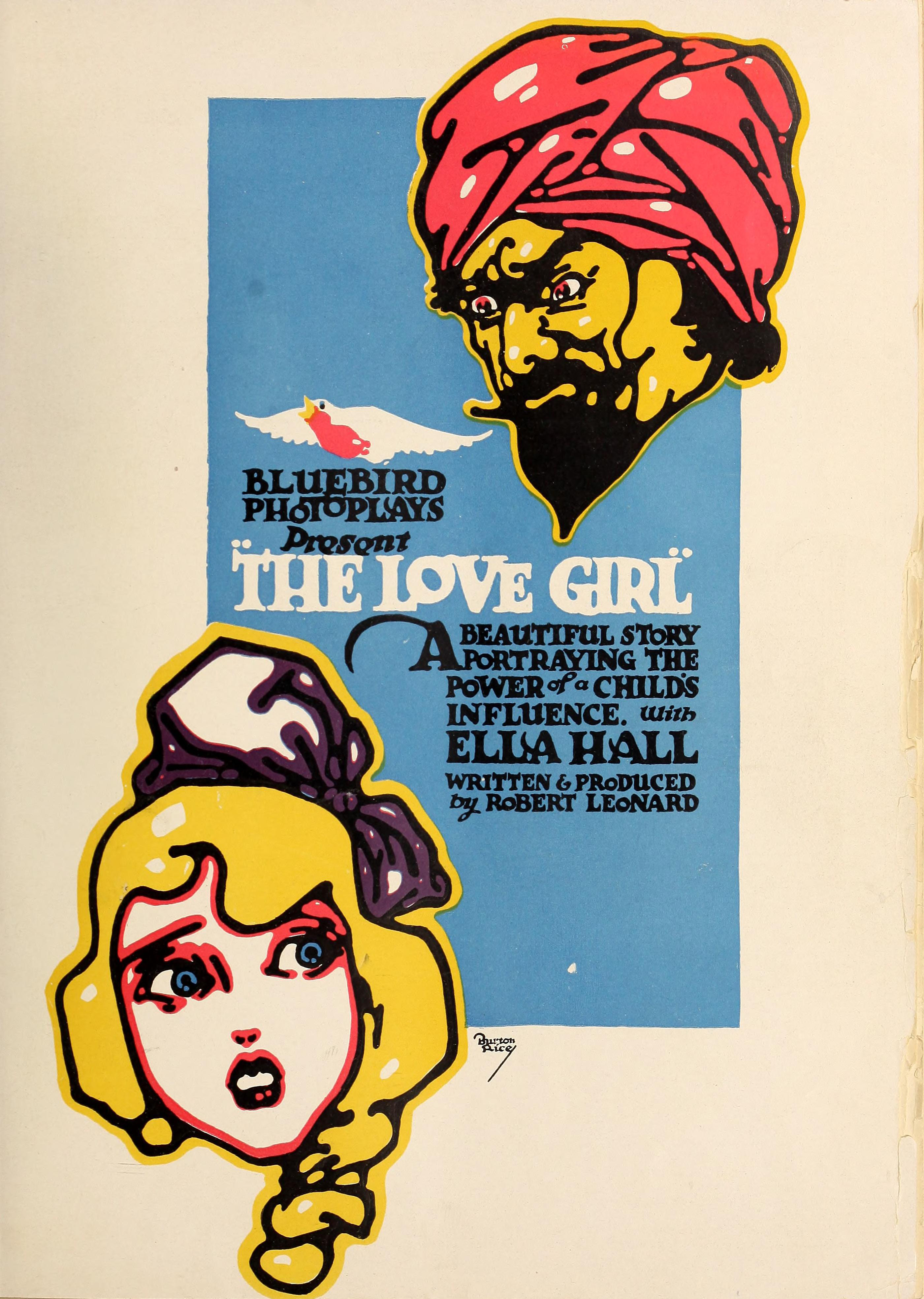
The Love Girl (1916)

- マスター・キイ The Master Key （1914） - エラ・ホール主演 ※連続活劇
- 金色の舞 The Gilded Lily （1921） - メイ・マレー主演
- 孔雀の路 Peacock Alley （1922） - メイ・マレー主演
- 舞姫悲し Broadway Rose （1922） - メイ・マレー主演
- 女の魅力 Fascination（1922） - メイ・マレー主演
- 舞踊王国 Jazzmania （1923） - メイ・マレー主演
- フランス人形 The French Doll （1923） - メイ・マレー主演
- 歓楽の唇 Circe, the Enchantress （1924） - メイ・マレー主演
- 夜半の狂魂 Mademoiselle Midnight （1924） - メイ・マレー主演
- 娘弁護士 The Waning Sex （1926） - ノーマ・シアラー主演
- 天使の顔 A Lady of Chance （1928） - ノーマ・シアラー主演
- 結婚双紙 The Divorcee （1930） - ノーマ・シアラー主演　※アカデミー監督賞ノミネート
- 陽気なママさん Let Us Be Gay （1930） - ノーマ・シアラー主演
- スザン・レノックス Susan Lenox (Her Fall and Rise) （1931） - グレタ・ガルボ、クラーク・ゲーブル主演
- ダンシング・レディ Dancing Lady （1933） - ジョーン・クロフォード、クラーク・ゲーブル主演
- 巨星ジーグフェルド The Great Ziegfeld （1936） - ウィリアム・パウエル、マーナ・ロイ、ルイーゼ・ライナー主演 ※アカデミー監督賞ノミネート
- 君若き頃 Maytime （1937） - ジャネット・マクドナルド、ネルソン・エディ主演
- 歌ふ密使 The Firefly （1937） - ジャネット・マクドナルド主演
- ポルカの歌姫 The Girl of the Golden West （1938） - ジャネット・マクドナルド、ネルソン・エディ主演
- ブロードウェイ・セレナーデ Broadway Serenade (1939) - ジャネット・マクドナルド、リュー・エアーズ主演
- ニュウ・ムウン New Moon （1940） - ジャネット・マクドナルド、ネルソン・エディ主演
- 高慢と偏見 Pride and Prejudice （1940） - グリア・ガースン、ローレンス・オリヴィエ主演 ※日本未公開
- 美人劇場  Ziegfeld Girl （1941） - ジェームズ・ステュアート、ジュディ・ガーランド、ヘディ・ラマー、ラナ・ターナー主演
- 秘めたる心 The Secret Heart （1946） - クローデット・コルベール、ウォルター・ピジョン主演
- 賄賂 The Bribe （1949） - ロバート・テイラー、エヴァ・ガードナー主演
- 美女の中の美女 La donna più bella del mondo （1956） - ジーナ・ロロブリジーダ、ヴィットリオ・ガスマン主演 ※イタリア・フランス合作